# Sportpark De Blauwe Kei
Het sportpark De Blauwe Kei is een sportpark in de Nederlandse plaats Breda. Het sportpark wordt in het noorden begrend door de 'Franklin Rooseveltlaan', in het oosten door het 'Loevesteinstraat', in het zuiden door de 'Valkenierslaan' en in het westen door de 'Blauwe Kei'.

## Geschiedenis
In 1960 moest Baronie noodgedwongen verhuizen omdat het oude sportterrein werd gebruikt voor woningbouw. De club betrok een nieuw aangelegd sportpark iets ten noordoosten van de voormalige locatie. Het hoofdveld bestond uit een hoofdtribune met plaats voor 750 toeschouwers en betonnen staantribunes met een maximale capaciteit van ongeveer 12.000 toeschouwers. De betonnen staantribunes zijn inmiddels vervangen door aarden wallen. Het sportpark is vanaf 1960 tot de noodgedwongen terugkeer naar de amateurs in 1971 gebruikt voor betaald voetbalwedstrijden. Het terrein bestaat uit vier voetbalvelden een trainingsveld.
Abe Lenstra Stadion (sc Heerenveen) ·
De Adelaarshorst (Go Ahead Eagles) ·
AFAS Stadion (AZ) ·
Erve Asito (Heracles Almelo) ·
Euroborg (FC Groningen) ·
Stadion Feijenoord (Feyenoord) ·
Fortuna Sittard Stadion (Fortuna Sittard) ·
Stadion Galgenwaard (FC Utrecht) ·
De Goffert (N.E.C.) ·
De Grolsch Veste (FC Twente) ·
Johan Cruijff ArenA (Ajax) ·
Het Kasteel (Sparta Rotterdam) ·
Koning Willem II Stadion (Willem II) ·
MAC³PARK stadion (PEC Zwolle) ·
Mandemakers Stadion (RKC Waalwijk) ·
Philips Stadion (PSV) ·
Rat Verlegh Stadion (NAC Breda) ·
Yanmar Stadion (Almere City FC)
AFAS Trainingscomplex (Jong AZ) ·
Bingoal Stadion (ADO Den Haag) · 
Frans Heesen Stadion (TOP Oss) ·
GelreDome (Vitesse) ·
De Geusselt (MVV Maastricht) ·
GS Staalwerken Stadion (Helmond Sport) ·
De Herdgang (Jong PSV) ·
Jan Louwers Stadion (FC Eindhoven) ·
Covebo Stadion - De Koel - (VVV-Venlo) · 
Kooi Stadion (SC Cambuur)  · 
Kras Stadion (FC Volendam) ·
M-Scores Stadion (FC Dordrecht) ·
De Oude Meerdijk (FC Emmen) ·
Parkstad Limburg Stadion (Roda JC Kerkrade) ·
711 Stadion (Telstar) ·
De Toekomst (Jong Ajax) ·
Van Donge & De Roo Stadion (Excelsior)
De Vijverberg (De Graafschap) ·
De Vliert (FC Den Bosch) ·
Sportcomplex Zoudenbalch (Jong FC Utrecht) ·
AFAS Trainingscomplex (AZ Vrouwen) ·
Bingoal Stadion (ADO Den Haag Vrouwen) ·
Het Diekman (FC Twente Vrouwen) ·
Fortuna Sittard Stadion (Fortuna Sittard Vrouwen) ·
De Herdgang (PSV Vrouwen) ·
711 Stadion (Telstar Vrouwen) ·
Skoatterwâld (sc Heerenveen Vrouwen) ·
Sportpark Be Quick '28 (PEC Zwolle Vrouwen) ·
De Toekomst (Ajax Vrouwen) ·
Van Donge & De Roo Stadion (Excelsior Vrouwen) ·
Varkenoord (Feyenoord Vrouwen)
Zoudenbalch (FC Utrecht Vrouwen)
Alkmaarderhout (Alkmaar '54/AZ '67/AZ) ·
Amsterdamsestraatweg (Elinkwijk) ·
De Baandert (Sittardia/FSC/Fortuna Sittard) ·
Beatrixstraat (NAC) ·
De Berckt (SC Venlo'54/VVV) ·
Berg & Bos (AGOVV/AGOVV Apeldoorn) ·
Birkhoven (SC Amersfoort/HVC) ·
De Blauwe Kei (Baronie) ·
Bornsestraat (Heracles/SC Heracles '74) ·
De Boschpoort (MVV) ·
Botenlaan (Brabantia) ·
De Braak (Helmondia '55/Helmond Sport) ·
Brasserskade (DHC) ·
Breestraat (KFC/FC Zaanstreek) ·
Buiksloterbanne (De Volewijckers) ·
Cambuurstadion (SC Cambuur/Leeuwarden) ·
Damlaan (Hermes DVS) ·
Het Diekman (SC Enschede/FC Twente) ·
Duinhorst (Den Haag/Flamingo's '54) ·
Esserberg (Be Quick) ·
Fatimastraat (Baronie) ·
FC Twente-trainingscentrum (FC Twente Vrouwen) ·
Stadion Feijenoord (SVV) ·
Floreslaan (Fortuna Vlaardingen/FC Vlaardingen '74) ·
Frankelandsedijk (SVV) ·
Galgenwaard (DOS/Velox) ·
Gemeentelijk Sportpark Hilversum (SC 't Gooi/SC Gooiland/Hilversum) ·
Gemeentelijk Sportpark Tilburg (Willem II/NOAD) ·
Haarlemstadion (HFC Haarlem) ·
Harga (Hermes DVS/SVV) ·
Heekpark (SC Enschede/Enschedese Boys) ·
Heekstraat (Rigtersbleek) ·
Heerlenersteenweg (Juliana) ·
De Heikant (Achilles '29/Achilles '29 Vrouwen) ·
Het Heuveltje (Oldenzaal) ·
Hoornseveld (ZFC) ·
Houtrust (Holland Sport/SHS) ·
Houtsdonk (Helmond) ·
Industriestraat (NOAD) ·
Irislaan (VC Vlissingen/VCV Zeeland) ·
Jonkerbergstraat (Roda Sport) ·
Kaalheide (Rapid '54/Rapid JC/Roda JC/Roda JC Vrouwen) ·
Het Kasteel (Xerxes) ·
Kikkerpolder (UVS) ·
De Koeburg (Zeist) ·
Koning Willem II Stadion (Willem II Vrouwen) ·
Koningsweg (Velox) ·
De Koel (VVV-Venlo Vrouwen) ·
De Koog (FC Zaanstreek) ·
De Kraal (VVV/FC VVV) ·
Krommedijk (D.F.C./DS '79/SVV/Dordrecht '90) ·
J.H. Kruisstraat (Heerenveen/sc Heerenveen) ·
Laan van Vollering (DHC) ·
De Langeleegte (SC Veendam) ·
Leenderweg (De Valk) ·
Liesbosweg (Utrecht) ·
't Lood (AZ Vrouwen) ·
De Luiten (RBC) ·
Oosterenkstadion (Zwolsche Boys/PEC Zwolle) ·
Oosterpark (GVAV/Oosterparkers/FC Groningen) ·
Mauritsstadion (Fortuna '54/FSC) ·
De Meer (Ajax) ·
Mosveld (De Volewijckers) ·
Nieuw-Monnikenhuize (Vitesse) ·
Noordersportpark (EDO) ·
Olympia (RKC Waalwijk) ·
Olympisch Stadion (Blauw-Wit/Amsterdam/DWS/FC Amsterdam) ·
Olympisch Stadion (bijveld) (Blauw-Wit/DWS/FC Amsterdam) ·
De Planeet (SC Drente/Zwartemeer) ·
RBC-Stadion (RBC) ·
Reeweg (Emma) ·
Rolduckerstraat (Kerkrade/Roda Sport) ·
Rozenoord (DOSKO) ·
Sittardia-terrein (Sittardia) ·
Schoonenberg (Stormvogels/VSV/AZ Vrouwen/SC Telstar VVNH) ·
Spaarndammerdijk (DWS) ·
Straatweg (EBOH) ·
Aan de spoorbrug (LONGA) ·
Sportparklaan (RCH) ·
Stadspark (Velocitas) ·
Thomassen-terrein (Rheden) ·
Veemarktterrein (FC Utrecht) ·
Veldwijk (Twentse Profs/Tubantia) ·
Venweg (Limburgia) ·
De Vliert (BVV) ·
Volkspark (Enschedese Boys) ·
De Vrolijkheid (PEC Zwolle/Zwolsche Boys) ·
Wageningse Berg (Wageningen/FC Wageningen) ·
Walvisstraat (ONA) ·
Wassenaarseweg (UVS) ·
Westzanerdijk (ZFC) ·
De Wolfsdonken (Wilhelmina) ·
Xerxesweg (Xerxes) ·
Zuidendijk (EBOH) ·
Zuiderpark (ADO Den Haag)